# Arrondissement d'Ennepe-Ruhr
L'arrondissement d'Ennepe-Ruhr, en allemand Ennepe-Ruhr-Kreis, est une division administrative allemande, située dans le land de Rhénanie-du-Nord-Westphalie.

## Situation géographique
L'arrondissement d'Ennepe-Ruhr (Ennepe-Ruhr-Kreis) est situé au sud de la région de la Ruhr. Il a des limites avec les villes d'Essen, Bochum, Dortmund, Hagen et Wuppertal ainsi que les arrondissements de Mettmann, La Marck et Haut-Berg. L'arrondissement est traversé par les autoroutes A 1 (Cologne-Dortmund) et A 43 (Wuppertal-Bochum).

## Histoire
L'arrondissement fut créé en 1929. Il reçut ses limites actuelles le 1er janvier 1975 quand la ville-arrondissement de Witten fut intégrée.

## Communes
L'arrondissement compte 9 communes qui sont toutes villes (population du 31 décembre 2012):

communes dans l'arrondissement

* Chef-lieu de l'arrondissement
| Communes             | hab.   | km²   | hab./km² |
| -------------------- | ------ | ----- | -------- |
| Breckerfeld, ville   | 8 942  | 58,78 | 152      |
| Ennepetal, ville     | 29 931 | 57,43 | 521      |
| Gevelsberg, ville    | 31 080 | 26,29 | 1182     |
| Hattingen, ville     | 54 286 | 71,40 | 760      |
| Herdecke, ville      | 22 754 | 22,40 | 1016     |
| Schwelm, ville *     | 28 139 | 20,50 | 1373     |
| Sprockhövel, ville   | 25 230 | 47,80 | 528      |
| Wetter (Ruhr), ville | 27 725 | 31,47 | 881      |
| Witten, ville        | 96 136 | 72,37 | 1328     |

## Politique

### Élections du préfet (Landrat)
|       | Scrutin du 12 septembre 1999 | Scrutin du 12 septembre 1999 | Scrutin du 12 septembre 1999 | ballotage | ballotage | Scrutin du 22 septembre 2002 | Scrutin du 22 septembre 2002 | Scrutin du 22 septembre 2002 |
| Parti | Candidat                     | Votes                        | %                            | Votes     | %         | Candidat                     | Votes                        | %                            |
| ----- | ---------------------------- | ---------------------------- | ---------------------------- | --------- | --------- | ---------------------------- | ---------------------------- | ---------------------------- |
| SPD   | Volker Stein                 | 68 535                       | 45,4 %                       | 60 251    | 52,8 %    | Dr. Arnim Bux                |                              | 53,0 %                       |
| CDU   | Rainer Kaschel               | 64 025                       | 42,4 %                       | 53 906    | 47,2 %    |                              |                              | %                            |
| Grüne | Jörg Obereiner               | 11 298                       | 7,5 %                        |           |           |                              |                              | %                            |
| FDP   | Bernhard Hecker              | 7 113                        | 4,7 %                        |           |           |                              |                              | %                            |

### Élections du conseil (Kreistag)
|       | Scrutin du 26 septembre 2004 | Scrutin du 26 septembre 2004 | Scrutin du 26 septembre 2004 |
| Parti | Votes                        | %                            | Sièges                       |
| ----- | ---------------------------- | ---------------------------- | ---------------------------- |
| SPD   | 59 384                       | 38,7 %                       | 23                           |
| CDU   | 52 507                       | 34,2 %                       | 21                           |
| Grüne | 17 537                       | 11,4 %                       | 7                            |
| FDP   | 10 560                       | 6,9 %                        | 4                            |
| WGER  | 4 076                        | 2,7 %                        | 2                            |
| NPD   | 3 939                        | 2,6 %                        | 1                            |
| WBG   | 2 638                        | 1,7 %                        | 1                            |
| PDS   | 1 593                        | 1,0 %                        | 1                            |
| DKP   | 1 006                        | 0,7 %                        | 0                            |

## Juridiction
Juridiction ordinaire

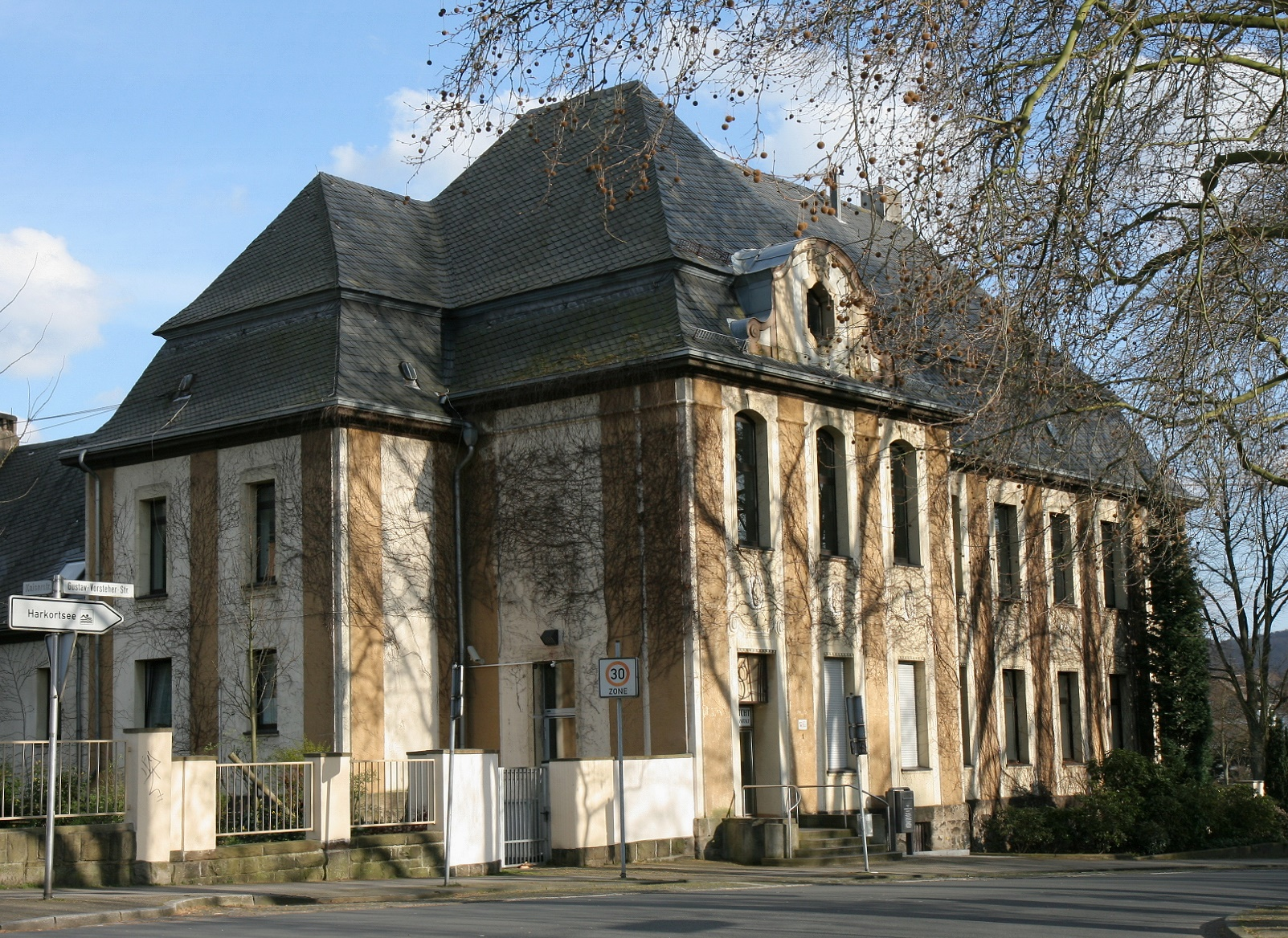
Tribunal cantonal de Wetter

- Cour d'appel (Oberlandesgericht) de Hamm
  - Tribunal régional (Landgericht) de Bochum
    - Tribunal cantonal (Amtsgericht) de Witten: Witten

  - Tribunal régional d'Essen
    - Tribunal cantonal de Hattingen: Hattingen, Sprockhövel

  - Tribunal régional de Hagen
    - Tribunal cantonal de Schwelm: Breckerfeld, Ennepetal, Gevelsberg, Schwelm
    - Tribunal cantonal de Wetter: Herdecke, Wetter (Ruhr)

Juridiction spéciale
- Tribunal supérieur du travail (Landesarbeitsgericht) de Hamm
  - Tribunal du travail (Arbeitsgericht) de Bochum: Witten
  - Tribunal du travail de Hagen: arrondissement entier sauf Witten
- Tribunal administratif (Verwaltungsgericht) d'Arnsberg
- Tribunal des affaires de Sécurité sociale (Sozialgericht) de Dortmund

## Notices et références
1. ↑  Destatis
2. ↑  IT NRW